# Amoklauf in Essen-Kray
Der Amoklauf in Essen-Kray ereignete sich am 28. Mai 1972. Im Verlauf des Amoklaufs erschoss der Täter fünf Personen, darunter zwei Kinder. Der Amoklauf endete nach einer Verfolgungsjagd durch die Polizei auf einem Zechengelände in Bochum.

## Tathergang
Bei dem Täter handelt es sich um einen 29-jährigen Versicherungskaufmann aus Köln. Der mehrfach vorbestrafte Familienvater fuhr am Morgen des 28. Mai 1972 mit seinem Renault 4 zum Wohnhaus seiner Schwiegereltern in Essen-Kray. Das Wohnhaus befand sich in einer Mietskaserne in einer Bergarbeitersiedlung. Seine 27-jährige Ehefrau hatte dort im Rahmen jahrelanger Ehekonflikte wiederholt mit ihren beiden Kindern Zuflucht gesucht. Der Täter, der keinen Waffenschein besaß, führte mehrere Waffen und 460 Schuss Munition mit sich. Die Waffen und die Munition hatte er auf legalem Weg über ein Versandhaus bezogen. Er verschaffte sich durch Anklingeln bei Nachbarn Zugang zum Hausflur und drang dann gewaltsam in die Wohnung der Schwiegereltern ein. Nachbarn hörten eine lautstarke Auseinandersetzung, dann fielen zahlreiche Schüsse. Der Amokläufer benutzte ein abgesägtes Kleinkalibergewehr. Im Verlauf der Schießerei wurden die Schwiegereltern, die Ehefrau und der achtjährige Sohn durch Schüsse tödlich verletzt.
Zwei Nachbarn, die, durch die Schüsse aufgeschreckt, zu Hilfe eilen wollten, betraten die Wohnung und sahen dann den Täter, wie er sich über eines seiner Opfer beugte. Die geschockte 5-jährige Tochter war unverletzt und stand im Schlafanzug gekleidet neben den Leichen. Der Täter bedrohte die beiden Helfer mit angelegtem Gewehr und schleifte dann seine Tochter an den beiden Männern vorbei zu seinem Auto. Die beiden Nachbarn verständigten die Polizei und eine sofortige Ringfahndung wurde eingeleitet. Mehrere Polizeihubschrauber beteiligten sich an der Suche. Der Polizeihubschrauber Hummel 3 entdeckte den Wagen des Flüchtenden auf der Bundesstraße 1 Richtung Wanne-Eickel fahrend.

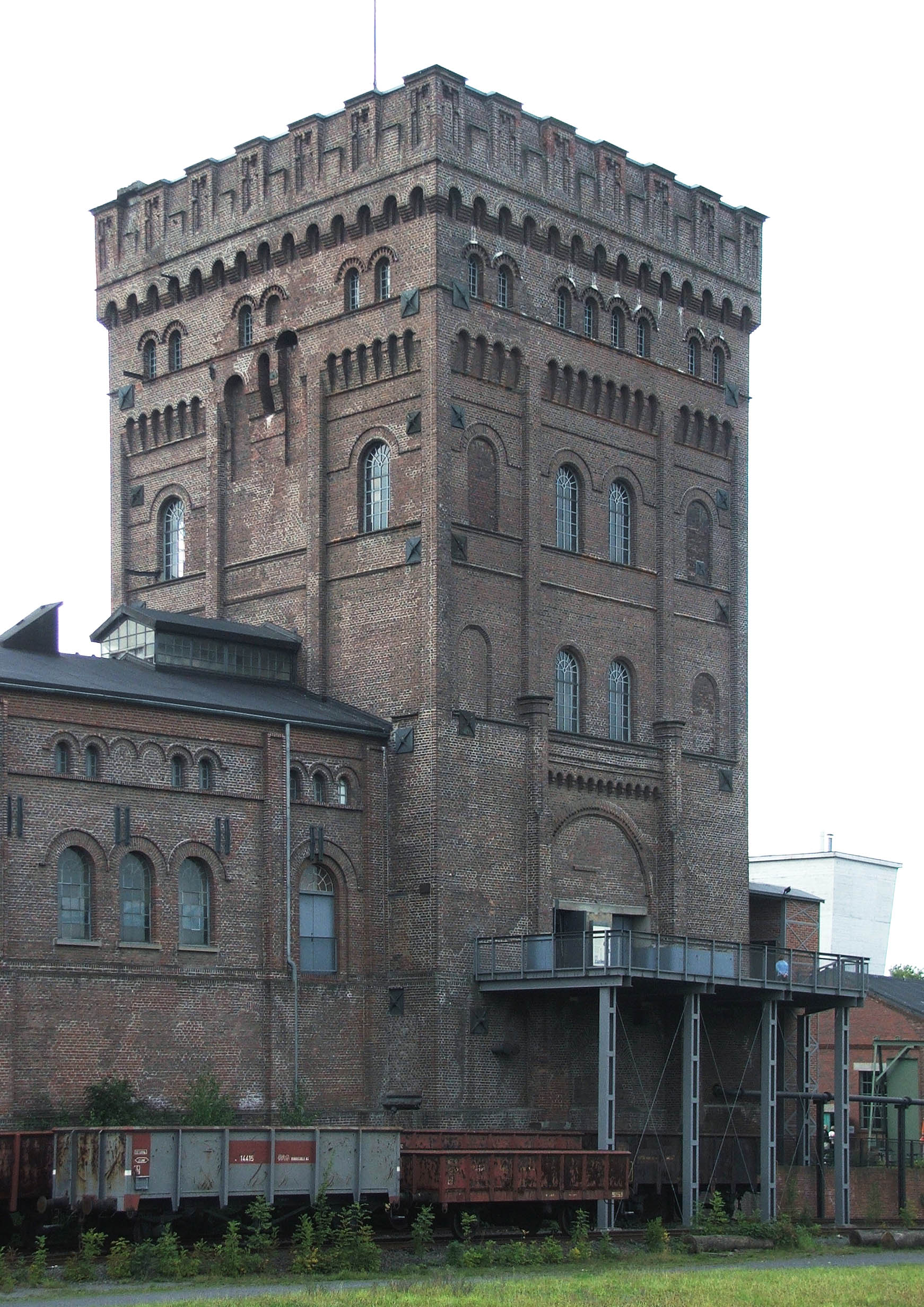
Der Malakow-Turm des Zechengeländes – hier endete die Flucht des Amokläufers.

Es gelang der Polizei, den flüchtenden Amokläufer durch mehrere Straßensperren auf das Gelände der Zeche Hannover-Hannibal in Bochum zu leiten. Während seiner Flucht rammte der Amokläufer mehrfach Polizeiwagen und gab mehrere Schüsse auf die verfolgenden Polizeibeamten ab. Die Polizei lieferte sich auf dem Zechengelände ein kurzes Feuergefecht mit dem Amokläufer und forderte den Täter dann per Megaphon auf, sich zu ergeben und das Leben des Kindes zu schonen. Er zögerte eine Zeit lang und erschoss dann seine Tochter mit einem aufgesetzten Herz- und einem Kopfschuss. Danach verließ er mit erhobenen Händen sein Auto und wurde von einem herbeieilenden Polizisten mit einem Gummiknüppel niedergeschlagen. Hierbei wurde er am Stirnansatz verletzt und erlitt eine zentimeterlange klaffende Platzwunde.

## Die Prozesse
Der Täter berief sich während seines ersten Prozesses vor dem Essener Schwurgericht auf Erinnerungslücken und fragte mehrfach nach, warum seine Frau ihn in der Haft nicht besuchen würde und wie es seinen Kindern gehe. Die Verteidigung wertete das Gewaltverbrechen als Affekttat und plädierte auf Totschlag im Affekt. Psychologische Gutachter attestierten dem Täter, der aufgrund einer Kinderlähmung hinkte, eine hysterisch-sadistische Neurose mit psychopathischer Ausprägung, die aber im Sinne des Strafgesetzbuches keinen Krankheitswert hätte, und erklärten den Angeklagten für voll schuldfähig.
Das Gericht schenkte dem Angeklagten keinen Glauben, verwies bezüglich der Frage des Vorliegens einer Affekttat auf die beiden Nachbarn, die den Tatort lebend verlassen hatten, und stellte zielgerichteten Mord an Familienangehörigen fest. Es verurteilte am 8. Juni 1973 den Angeklagten wegen fünffachen Mordes zu fünfmal lebenslanger Haft und stellte zudem die besondere Schwere der Schuld fest. Der Polizist, der den Verurteilten vor der Festnahme niedergeschlagen hatte, wurde von diesem wegen Körperverletzung angezeigt. Das Verfahren wurde eingestellt.
Der Täter trat seine Haftstrafe in der JVA Werl an. Im Dezember 1973 wurde vor dem Bundesgerichtshof die Revision verhandelt. Das Revisionsgericht bestätigte das Urteil der Essener Schwurgerichtskammer und verwarf die Revision des Angeklagten. 1998 wurde er aus der Haft entlassen.